# 廣州市白雲中學
廣州市白雲中學為廣州市之一間中等學校。創辦於1960年，前身是白雲師範學校。1999年轉制辦高中，2000年更名為廣州市白雲中學，於2010年9月整體搬遷到金沙洲校區。

## 校史
廣州市白雲中學的前身是創辦於1960年的江村師範學校，校址位於白雲區蚌湖玉虛宮。當時校設速師班2個，幼師班2個，共有學生186人，教職工23人。